# جوانب الرواية
جوانب الرواية، هو كتاب تم تجميعه من سلسلة محاضرات ألقاها إي إم فورستر في كلية ترينيتي بكامبريدج عام 1927، حيث ناقش رواية اللغة الإنجليزية. باستخدام أمثلة من النصوص الكلاسيكية، يسلط الضوء على الجوانب السبعة العالمية للرواية: القصة، والشخصيات، والحبكة، والخيال، والنبوة، والنمط، والإيقاع.
اعترض بعض النقاد على حقيقة أن فورستر، كروائي شهير، صاغ نظرية معيارية لكيفية كتابة النثر. وعلق دبليو سومرست موغام قائلاً، بعد أن قرأت الكتاب «تعلمت أن الطريقة الوحيدة لكتابة الروايات هي مثل السيد إي إم فورستر.»  من ناحية أخرى، أشادت فرجينيا وولف في استعراض جوانب الرواية في الأمة وأثينيوم ببعض جوانب الكتاب.وفقًا لـ وولف. فإن فورستر، على عكس النقاد الذكور الآخرين، لا يمارس أبدًا سلطة صارمة لإنقاذ السيدة (أي الخيال)، فهو مجرد صديق غير رسمي يصادف أنه تم قبوله في غرفة النوم.ومع ذلك، تعترف وولف بأن هذا في النهاية ليس مفيدًا للغاية عندما يتعلق الأمر بصياغة القواعد:«لذا فقد عدنا إلى المستنقع القديم؛ لا أحد يعرف أي شيء عن قوانين الخيال».

## فصول
يتألف الكتاب من تسعة فصول:
1. استهلالي
2. القصة
3. الناس
4. الشعب (تابع)
5. الحبكة
6. خيال
7. نبوءة
8. النمط والإيقاع
9. خاتمة